# Florian Keller
Florian Keller (ur. 1981), niemiecki hokeista na trawie, reprezentant kraju, mistrz Europy.

## Życiorys
Pochodzi z rodziny o wielkich tradycjach w hokeju na trawie. Jest wnukiem Erwina Kellera (wicemistrza olimpijskiego z Berlina 1936), synem Carstena (mistrza olimpijskiego z Monachium 1972), bratem Andreasa (mistrza olimpijskiego z Barcelony 1992) i Nataschy (mistrzyni z Aten 2004). W reprezentacji narodowej debiutował 3 czerwca 1999; zdobył mistrzostwo Europy (1999), halowe mistrzostwo Europy (2001), brąz mistrzostw Europy (2005). Uczestniczył także w turniejach Champions Trophy w 2001 (1. miejsce) i 2004 (5. miejsce).
W Bundeslidze gra w zespole Zehlendorfer Wespen z Berlina. W 2000 był królem strzelców Bundesligi. Pozostaje w stałym związku z Naviną Omilade, reprezentantką Niemiec w kobiecej piłce nożnej.
Inny Florian Keller (ur. 1976) jest reprezentantem Niemiec w hokeju na lodzie.